# René Temmink
René Temmink (Deventer, 1960. június 24. –) holland nemzetközi labdarúgó-játékvezető.

## Pályafutása

### Nemzeti játékvezetés
1993-ban lett az I. Liga játékvezetője. Az aktív nemzeti játékvezetéstől 2006-ban vonult vissza. Első ligás mérkőzéseinek száma: 193.

### Nemzetközi játékvezetés
A Holland labdarúgó-szövetség (KNVB) Játékvezető Bizottsága (JB) 1995-ben terjesztette fel nemzetközi játékvezetőnek, a Nemzetközi Labdarúgó-szövetség (FIFA) bíróinak keretébe. Több nemzetek közötti válogatott és klubmérkőzést vezetett. FIFA JB besorolás szerint az első kategóriás bíró. A holland nemzetközi játékvezetők rangsorában, a világbajnokság-Európa-bajnokság sorrendjében a 7. helyet foglalja el 10 találkozó szolgálatával. Európai-kupamérkőzések irányítójaként az örök ranglistán a 48. helyet foglalja el 40 találkozó vezetésével. Az aktív nemzetközi játékvezetéstől 2006-ban a FIFA 45 éves korhatárát elérve búcsúzott.
Nemzetközi mérkőzéseinek száma: 75. Válogatott mérkőzéseinek száma: 17.

#### Világbajnokság
1997-ben Egyiptom rendezte az U17-es labdarúgó-világbajnokságot, ahol a FIFA JB hivatalnokként foglalkoztatta.
| Időpont              | Helyszín                   | Mérkőzés típusa        | Mérkőzés                  | Eredmény | Nézők száma |
| -------------------- | -------------------------- | ---------------------- | ------------------------- | -------- | ----------- |
| 1997. szeptember 8.  | Városi Stadion, Alexandria | selejtező (C. csoport) | Egyesült Államok–Brazília | 0 : 3    | 19 000      |
| 1997. szeptember 15. | Városi Stadion, Port Said  | egyik negyeddöntő      | Ghána–Omán                | 4 : 1    | 15 000      |

A világbajnoki döntőhöz vezető úton Franciaországba a XVI., az 1998-as labdarúgó-világbajnokságra, Dél-Koreába és Japánba a XVII., a 2002-es labdarúgó-világbajnokságra, valamint Németországba a XVIII., a 2006-os labdarúgó-világbajnokságra, a FIFA JB bíróként alkalmazta.

##### 1998-as labdarúgó-világbajnokság
| Időpont           | Helyszín                        | Mérkőzés típusa           | Mérkőzés         | Eredmény | Nézők száma |
| ----------------- | ------------------------------- | ------------------------- | ---------------- | -------- | ----------- |
| 1997. március 31. | Josy Barthel Stadion, Luxemburg | előselejtező (5. csoport) | Luxemburg–Izrael | 0 : 3    | 6 066       |

##### 2002-es labdarúgó-világbajnokság
| Időpont             | Helyszín                  | Mérkőzés típusa           | Mérkőzés           | Eredmény | Nézők száma |
| ------------------- | ------------------------- | ------------------------- | ------------------ | -------- | ----------- |
| 2000. szeptember 2. | FinnAir Stadion, Helsinki | előselejtező (9. csoport) | Finnország–Albánia | 2 : 1    | 10 770      |

##### 2006-os labdarúgó-világbajnokság
| Időpont             | Helyszín                     | Mérkőzés típusa           | Mérkőzés                     | Eredmény | Nézők száma |
| ------------------- | ---------------------------- | ------------------------- | ---------------------------- | -------- | ----------- |
| 2004. szeptember 4. | Francia Stadion, Saint-Denis | előselejtező (4. csoport) | Franciaország–Izrael         | 0 : 0    | 43 527      |
| 2005. június 8.     | Karaiskaki Stadion, Piraeus  | előselejtező (2. csoport) | Görögország–Ukrajna          | 0 : 1    | 33 500      |
| 2005. szeptember 7. | Dinamo Stadion, Minszk       | előselejtező (5. csoport) | Fehéroroszország–Olaszország | 1 : 4    | 30 299      |
| 2005. október 12.   | Petrol Stadion, Celje        | előselejtező (5. csoport) | Szlovénia–Skócia             | 0 : 3    | 9 100       |

#### Európa-bajnokság
Az európai-labdarúgó torna döntőjéhez vezető úton Belgiumba és Hollandiába a XI., a 2000-es labdarúgó-Európa-bajnokságra és Portugáliába a XII., a 2004-es labdarúgó-Európa-bajnokságra az UEFA JB játékvezetőként foglalkoztatta.

##### 2000-es labdarúgó-Európa-bajnokság
| Időpont           | Helyszín                    | Mérkőzés típusa           | Mérkőzés           | Eredmény | Nézők száma |
| ----------------- | --------------------------- | ------------------------- | ------------------ | -------- | ----------- |
| 1998. október 14. | Laugardalsvöllur, Reykjavík | előselejtező (4. csoport) | Izland–Oroszország | 1 : 0    | 3 345       |

##### 2004-es labdarúgó-Európa-bajnokság
| Időpont             | Helyszín                      | Mérkőzés típusa           | Mérkőzés                 | Eredmény | Nézők száma |
| ------------------- | ----------------------------- | ------------------------- | ------------------------ | -------- | ----------- |
| 2002. október 12.   | Olimpiai Stadion, Kijev       | előselejtező (6. csoport) | Ukrajna–Görögország      | 2 : 0    | 50 000      |
| 2003. március 29.   | Hampden Park Stadion, Glasgow | előselejtező (5. csoport) | Skócia–Izland            | 2 : 1    | 37 938      |
| 2003. szeptember 6. | Köztársasági Stadion, Jereván | előselejtező (6. csoport) | Örményország–Görögország | 0 : 1    | 6 500       |

#### Nemzetközi kupamérkőzések
Vezetett Kupa-döntők száma: 1.

##### UEFA-kupa
| Időpont              | Helyszín                   | Mérkőzés típusa        | Mérkőzés                | Eredmény |
| -------------------- | -------------------------- | ---------------------- | ----------------------- | -------- |
| 1996. szeptember 10. | Üllői úti Stadion Budapest | első kör (1. mérkőzés) | Ferencváros–Olimbiakósz | 3 : 1    |

##### UEFA-szuperkupa
| Időpont             | Helyszín                  | Mérkőzés típusa | Mérkőzés                  | Eredmény | Nézők száma |
| ------------------- | ------------------------- | --------------- | ------------------------- | -------- | ----------- |
| 2005. augusztus 26. | II. Lajos Stadion, Monaco | döntő           | Liverpool FC–CSKA Moszkva | 3 : 1    | 17 000      |